# Хирадо (княжество)

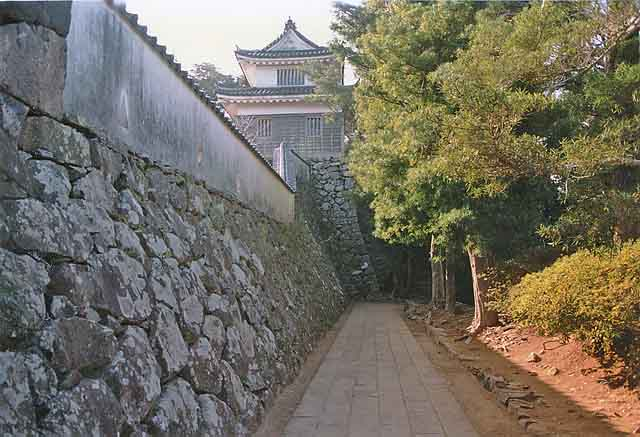
Башни и стены замка Хирадо

Княжество Хирадо (яп. 平戸藩 Хирадо-хан) — феодальное княжество (хан) в Японии периода Эдо (1587—1871), в провинции Хидзэн региона Сайкайдо на острове Хирадо (современная префектура Нагасаки).
Дочерний хан: Хирадо-Синдэн-хан.

## Краткие сведения
Административный центр княжества: замок Хирадо (современный город Хирадо на острове Хирадо, префектура Нагасаки).
Доход хана: 61 000 коку риса в 1587—1871 годах
Княжество управлялось родом Мацуура, который принадлежал к тодзама-даймё и имел статус правителя замка (城主). Главы рода имели право присутствовать в вербовой зале сёгуна.

## История княжества
В 1587 году после успешного завоевания острова Кюсю Тоётоми Хидэёси выделил во владение местному даймё Мацууре Сигэнобу (1549—1614) острова Хирадо и Оки. Во время корейской войны (1592—1598) остров Хирадо служил перевалочной базой для японских войск.
В 1599 году Мацуура Сигэнобу построил замок Хиротакэ-дзё на месте современного замка Хирадо. Однако в 1613 году Мацуура Сигэнобу сам сжег свой замок в знак лояльности первому японскому сёгуну Токугаве Иэясу. Взамен Токугава Иэясу разрешил Мацууре Сигэнобу и его потомкам управлять Хирадо-ханом.
Современный замок Хирадо был построен в 1704 году по приказу 5-го даймё Мацууры Такаси (1689—1713) при разрешении и содействии сёгуната Токугава. В правление Мацууры Такаси для его младшего брата Мацууры Масаси было создано дочернее княжество — Хирадо-Синдэн-хан (1689—1870). Мацуура Такаси занимал ряд важных государственных постов в правительстве сёгуната Токугава. Однако его расходы по строительству замка Хирадо привели к банкротству княжества.
9-й даймё Мацуура Киёси (1775—1806) был известным фехтовальщиком и публицистом. Последний (12-й) даймё Мацуура Акира (1858—1871) вошел в Союз Саттё и приказал своим воинским формированиям сражаться на стороне нового императора Мэйдзи против сёгуната Токугава. Отряды Хирадо-хана сражались против бакуфу в битве при Тоба — Фусими (1868), а затем против членов Северного союза: княжеств Мориока и Акита. В апреле 1884 года Мацуура Акира получил титулы пэра и графа. С 1890 года он заседал в высшей палате пэров, позднее был удостоен 2-го придворного ранга.
Хирадо-хан был ликвидирован в 1871 году.

## Правители княжества
- Род Мацуура, 1587—1871 (тодзама-даймё)

| №  | Имя                   | Имя      | Годы правления | Годы жизни  | Ранг, титул     | Примечания                                                              |
| -- | --------------------- | -------- | -------------- | ----------- | --------------- | ----------------------------------------------------------------------- |
| 1  | Мацуура Сигэнобу (І)  | 松浦鎮信 | 1587 — 1600    | 1549 — 1614 | 従四位下 肥前守 | Старший сын и преемник Мацууры Таканобу                                 |
| 2  | Мацуура Хисанобу      | 松浦久信 | 1600 — 1602    | 1571 — 1602 | 従五位下 肥前守 | Старший сын Мацууры Сигэнобу (І)                                        |
| 3  | Мацуура Таканобу (ІІ) | 松浦隆信 | 1603 — 1637    | 1591 — 1637 | 従五位下 肥前守 | Старший сын Мацууры Хисанобу                                            |
| 4  | Мацуура Сигэнобу (ІІ) | 松浦鎮信 | 1637 — 1689    | 1622 — 1703 | 従五位下 肥前守 | Старший сын Мацууры Таканобу (ІІ)                                       |
| 5  | Мацуура Такаси        | 松浦棟   | 1689 — 1713    | 1646 — 1713 | 従五位下 壱岐守 | Старший сын и преемник Мацууры Сигэнобу (ІІ)                            |
| 6  | Мацуура Ацунобу       | 松浦篤信 | 1713 — 1727    | 1684 — 1757 | 従五位下 肥前守 | Третий сын Мацууры Сигэнобу (ІІ)                                        |
| 7  | Мацуура Аринобу       | 松浦有信 | 1727 — 1728    | 1710 — 1728 | 従五位下 壱岐守 | Старший сын Мацууры Ацунобу                                             |
| 8  | Мацуура Синэнобу      | 松浦誠信 | 1725 — 1775    | 1712 — 1779 | 従五位下 肥前守 | Второй сын и преемник Мацууры Аринобу                                   |
| 9  | Мацуура Киёси         | 松浦清   | 1775 — 1806    | 1760 — 1841 | 従五位下 壱岐守 | Старший сын Мацууры Масанобу, третьего сына 8-го даймё Мацууры Синэнобу |
| 10 | Мацуура Хирому        | 松浦熈   | 1806 — 1841    | 1791 — 1867 | 従五位下 肥前守 | Третий сын и преемник Мацууры Киёси                                     |
| 11 | Мацуура Тэрасу        | 松浦曜   | 1841 — 1858    | 1812 — 1858 | 従五位下 壱岐守 | Старший сын Мацууры Хирому                                              |
| 12 | Мацуура Акира         | 松浦詮   | 1858 — 1871    | 1840 — 1908 | 従五位下 肥前守 | Старший сын Мацууры Аки, третьего сына 10-го даймё Мацууры Хирому       |